# Mordellistena flaviceps
Mordellistena flaviceps es una especie de coleóptero de la familia Mordellidae.

## Distribución geográfica
Habita en Ceilán.